# Сино-сейшельцы
Сино-сейшельцы — выходцы из Китая, проживающие на Сейшельских островах. В 1999 году их численность оценивалась в 1 000 человек, что делает их одной из самых малочисленных китайских общин Африки.

## История
Первые китайские иммигранты на Сейшельские Острова прибыли с Маврикия в 1886 году. Примерно до 1940 года сино-маврикийцы часто привозили своих родственников из Китая на Маврикий для стажировки в своем бизнесе, а после того как они достаточно ознакомились с коммерческой практикой и жизнью в колониальном обществе, сино-маврикийцы отправляли их дальше с рекомендательными письмами, предоставляя им свой собственный капитал для открытия бизнеса в соседних регионах, включая Сейшельские Острова.
Как и в других зарубежных китайских общинах, соперничество между носителями языка юэ и носителями языка хакка было обычной составляющей их социальной жизни. Представители этих двух отдельных групп жили в разных районах и даже отказывались жениться друг на друге, предпочитая брать в жёны местных женщин африканского происхождения. Вначале они работали на ванильных плантациях, но вскоре занялись торговлей, перевозками и рыболовством.

## Язык, образование и культура
В 1945 году Ричард Мэнчем, отец будущего первого президента Сейшельских Островов Джеймса Мэнчема, попросил у правительства разрешения открыть китайскую школу. Власти холодно отнеслись к этой идее. Официально обучение китайскому языку на Сейшельских Островах началось только в 2007 году, когда Китай направил преподавателя для работы с отделом дистанционного образования взрослых при Министерстве образования Сейшельских Островов. Сегодня большинство сино-сейшельцев не разговаривают на китайском языке, хоть и понимают его.
Сино-сейшельцы в большинстве своём христиане (католики).

## Известные представители
- Первый президент Сейшельских Островов Джеймс Мэнчем.
- Англиканский архиепископ Френч Чанг-Хим.